# Villiers-le-Mahieu
Villiers-le-Mahieu ist eine französische Gemeinde mit 872 Einwohnern (Stand: 1. Januar 2022) im Département Yvelines in der Region Île-de-France. Sie gehört zum Arrondissement Rambouillet und zum Kanton Aubergenville (bis 2015: Kanton Montfort-l’Amaury). Die Einwohner werden Mahieutins genannt.

## Geographie
Villiers-le-Mahieu befindet sich etwa 26 Kilometer westnordwestlich von Versailles. Umgeben wird Villiers-le-Mahieu von den Nachbargemeinden Goupillières im Norden, Thoiry im Osten und Nordosten, Autouillet im Osten und Südosten, Garancières im Süden sowie Flexanville im Westen.

## Bevölkerungsentwicklung
| Jahr                      | 1962 | 1968 | 1975 | 1982 | 1990 | 1999 | 2006 | 2012 |
| Einwohner                 | 205  | 209  | 260  | 569  | 601  | 615  | 692  | 695  |
| Quelle: Cassini und INSEE |      |      |      |      |      |      |      |      |

## Sehenswürdigkeiten
- Kirche Saint-Martin aus dem 12. Jahrhundert
- Schloss Launay, mittelalterlicher englischer Festungsbau, zum Wasserschloss umgebaut, Monument historique

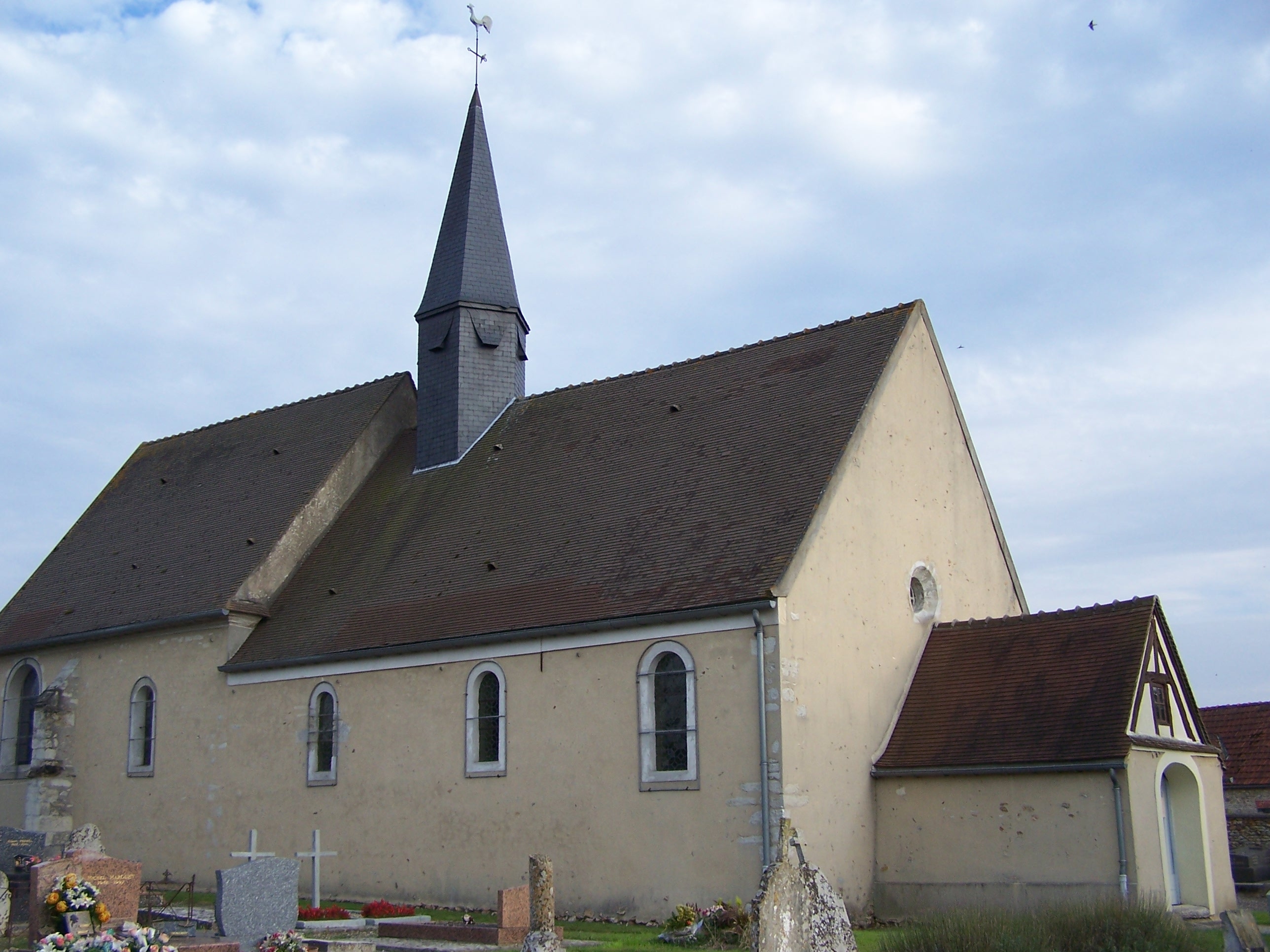
Kirche Saint-Martin
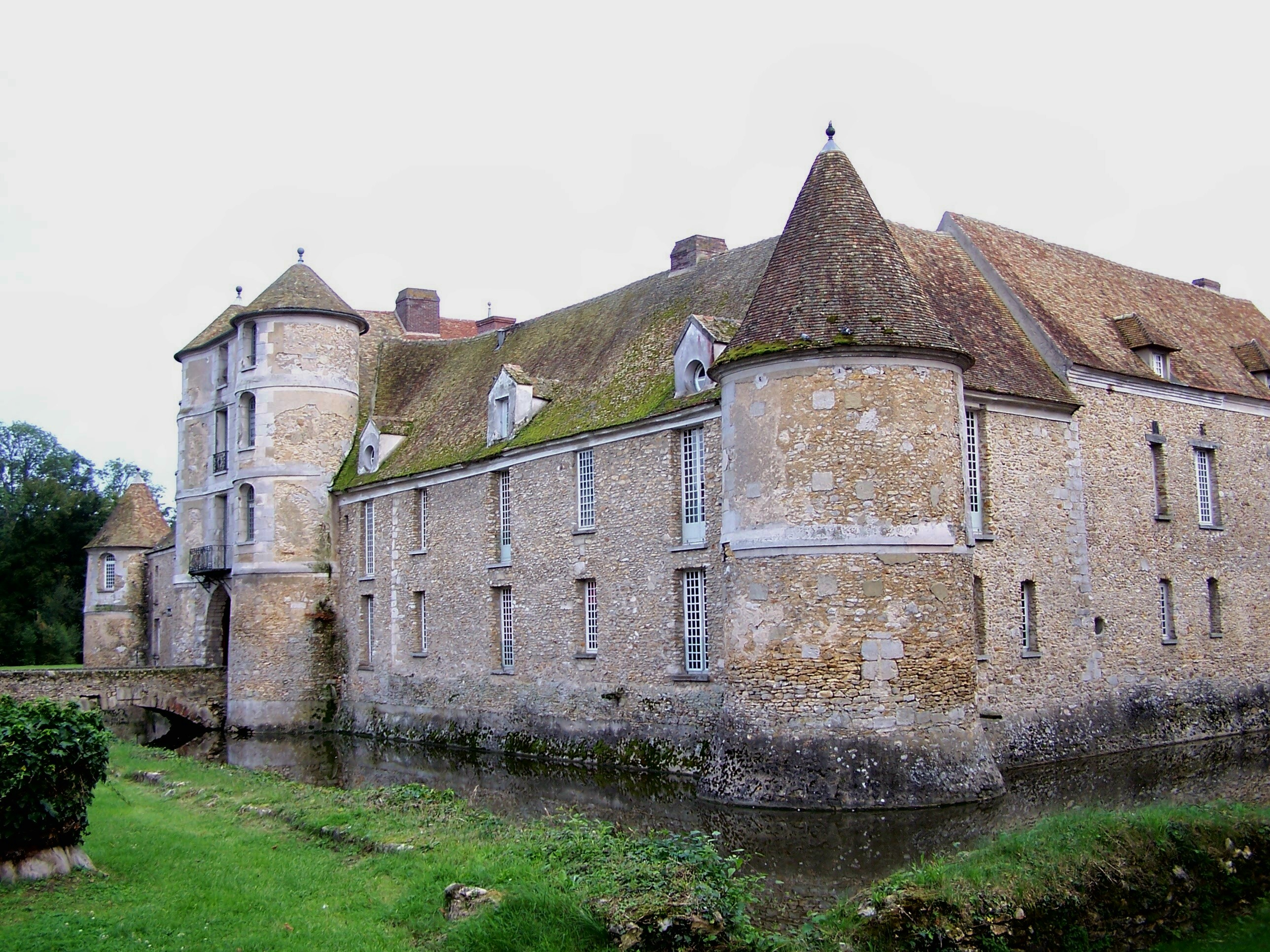
Schloss Launay